# Rabe (Novi Kneževac)
Rabe (serbisch-kyrillisch Рабе; ungarisch Rábé) ist ein Dorf in der Gemeinde Novi Kneževac in der serbischen Provinz Vojvodina mit 106 Einwohnern laut Volkszählung 2011. Rábé wird hauptsächlich von Magyaren bewohnt. Im Ort befindet sich eine Kapelle, die nach dem Heiligen Adalbert benannt ist; sie wurde erst nach dem Zweiten Weltkrieg erbaut.

## Geographie
| Újszentiván         | Kübekháza                                   | Beba Veche     |
| Srpski Krstur       | Kompassrose, die auf Nachbargemeinden zeigt | Cheglevici     |
| Banatsko Aranđelovo | Majdan                                      | Dudeștii Vechi |

Das Dorf liegt im Länderdreieck Serbien–Ungarn–Rumänien.